# Andrea Demirović
Andrea Demirović, född 17 juni 1985 i Titograd, nuvarande Podgorica, är en sångerska från Montenegro som representerade sitt land i Eurovision Song Contest 2009 med låten "Just Get Out of My Life". Hon gick inte vidare från Semifinal 1, men kom på 11:e plats vilket var rejält nära att ta sig vidare till finalen. 
Hon delade ut Montenegros poäng under Eurovision 2015.